# Leucoraja wallacei
Leucoraja wallacei  (лат.) — вид хрящевых рыб семейства ромбовых скатов отряда скатообразных. Обитают в юго-восточной Атлантике. Встречаются на глубине до 500 м. Их крупные, уплощённые грудные плавники образуют диск в виде ромба со заострённым рылом. Максимальная зарегистрированная длина 100 см. Откладывают яйца. Не являются объектом целевого промысла.

## Таксономия
Впервые вид был научно описан в 1870 году как Raja wallacei. Голотип представляет собой взрослого самца длиной 84,2 см, пойманного на глубине 292 м (34°10′ ю. ш. 17°45′ в. д.). Паратип: самка длиной 48,9 см.

## Ареал
Эти батидемерсальные скаты обитают у берегов южной Африки в водах Намибии, Мозамбика и ЮАР. Встречаются на глубине 70—500 м, наиболее распространены в диапазоне между 150 и 300 м. Вид назван в честь Дж. Уоллеса из Океанографического исследовательского института (Дурбан).

## Описание
Широкие и плоские грудные плавники этих скатов образуют ромбический диск с треугольным рылом и закруглёнными краями. На вентральной стороне диска расположены 5 жаберных щелей, ноздри и рот. На тонком хвосте имеются латеральные складки. У этих скатов 2 редуцированных спинных плавника и редуцированный хвостовой плавник. Рыло короткое, кончик слегка выдаётся. Дорсальная поверхность диска покрыта шипами за исключением центральной части грудных плаширокое и притуплёное. Хвост длиннее диска. От середины до первого спинного плавника диск покрыт 2—4 рядами шипов. Окраска дорсальной поверхности желтовато-коричневого цветв с яркими жёлтыми пятнами, часто собранными в розетки и иногда образующими «глазки». Некоторые особи окрашены в серо-коричневый цвет с белыми пятнами. Вентральная поверхность белая.
Максимальная зарегистрированная длина 100 см.

## Биология
Эти скаты откладывают яйца, заключённые в жёсткую роговую капсулу с выступами на концах. Длина капсулы 7,3  а ширина 4,2 см. Молодые скаты имеют тенденцию следовать за крупными объектами, напоминающими их мать. Рацион состоит из донных беспозвоночных. Самцы и самки становятся половозрелыми при длине около 40 см и 39,5 см соответственно в возрасте около 9 лет. Продолжительность жизни оценивается в 15 лет.

## Взаимодействие с человеком
Эти скаты не являются объектом целевого промысла. Попадаются в качестве прилова при ловле хека. Пойманных скатов как правило выбрасывают за борт. Международный союз охраны природы присвоил виду охранный статус «Вызывающий наименьшие опасения».